# 1972年電子遊戲界
1972年全球第一款商业游戏机米罗华奥德赛发行，标志着第一世代遊戲機和電子遊戲機的历史正式开始。

## 事件
- 《乓》为首款获得商业成功的街机游戏，也是最早陷入法律诉讼的电子游戏。
- 5月24日 ，米罗华在加利福尼亚伯林盖姆一场会议上发行最早的电子游戏机：奥德赛。《计算机空间》制造商Nutting Associates派诺兰·布什内尔研究首發。诺兰回报称设备不受欢迎，无需担心竞争[1]。

## 知名发行

### 电子游戏机
- 8月米罗华开始通过零售店销售奥德赛[1]。
- 11月29日雅达利发售了他们的首款街机，艾伦·奥尔康的《乓》[1]。

### 游戏
- 格列高里·叶伯编写的《Hunt the Wumpus》是文字冒险游戏的早期先驱，采用面向大型计算机的BASIC语言[2]。
- 丹·戴格劳在波莫纳学院大型计算机PDP-10上编写的《星际迷航》。注意不是1971年的文字游戏《星际迷航》[3]。
- 在常青州立学院采用微型计算机HP2000编写的《文明》（和席德·梅尔的文明系列无关）。游戏重写版为《Classic Empire》[4]。